# Cornelis Hofstede de Groot

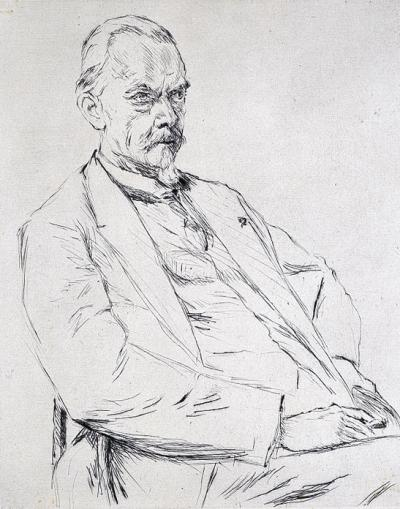
Cornelis Hofstede de Groot

Cornelis Hofstede de Groot, född 9 november 1863 i Drenthe, död 1930 i Haag, Nederländerna. Nederländsk konsthistoriker och konstsamlare. 
Hofstede var son till en professor i Groningen, avslutade sina gymnasiestudier i Coburg, Tyskland och studerade sedan konsthistoria vid universitetet i Leipzig. Han specialiserade sig på nederländskt 1600-talskonst och blev dr phil 1891 på en avhandling om Arnold Houbrakens (1660-1719) De groote Schouburgh der Nederlantsche Konstschilders en Schilderessen ("De nederländska målarnas stora teater"; 1718–21). Han blev 1891 andre direktör för galleriet i Haag och var 1896-1898 föreståndare för kopparstickssamlingen i Rijksmuseum i Amsterdam. 
Hofstede de Groot var framför allt känd som en av de främste Rembrandtskännarna. Han var medarbetare i Wilhelm von Bodes väldiga beskrivande förteckning över Rembrandts alla kända målningar (8 bd, 1897-1906), utgav i samarbete med Lippmann Zeichnungen von Rembrandt (1901) och jämte Abraham Bredius Die urkunden über Rembrandt (1906). Sistnämnda år utgav han Rembrandt Bijbel (tysk uppl. 1912). Han har vidare utgett arbeten om Vermeer och Karel Fabritius och (med andra forskare) ett omfattande verk om framstående nederländska målare under 1600-talet (10 delar, 1907-1912).